# ان‌جی‌سی ۵۰۱۰
ان‌جی‌سی ۵۰۱۰ (انگلیسی: NGC 5010) نام یک کهکشان عدسی در صورت فلکی دوشیزه است.